# Menia von Tauromenion
Menia von Tauromenion ist der Name der mythischen Städtegründerin von Taormina.
Die Memoria der Menia von Tauromenion wurde überliefert in einer griechischen Heiligenvita Siziliens – der Vita des heiligen Pankratios von Taormina –, verfasst in der zweiten Hälfte des 8. Jahrhunderts. Sie übermittelt den Kult der mythischen Städtegründerin und Königin Menia, der in der sizilianischen Stadt Taormina gepflegt wurde.